# Isoetes stevensii
Isoetes stevensii är en kärlväxtart som beskrevs av J. R. Croft. Isoetes stevensii ingår i släktet braxengräs, och familjen Isoetaceae. Inga underarter finns listade i Catalogue of Life.